# Blackburn
Pour les articles homonymes, voir Blackburn (homonymie).
Blackburn  est une ville britannique de 105 085 habitants. Elle dépendait du Lancashire mais relève depuis 1998 de l'autorité unitaire de Blackburn et Darwen. La population est d'environ 140 000 habitants en incluant l'agglomération urbaine de Darwen.
La ville du club de football de Blackburn Rovers Football Club a été pendant la Révolution industrielle un centre textile important.

## Transports
- Gare de Blackburn

## Monuments
- Cathédrale de la Sainte-Vierge-Marie de Blackburn

## Personnalités liées à la commune
- Tony Ashton
- Thomas Cantrell Dugdale (1880-1952), peintre, y est né
- Thomas Edge
- Kathleen Harrison
- John Morley
- Ian McShane
- Alan Haworth

## Jumelage
- Péronne (France)
- Altena (Allemagne)
- Tarnów (Pologne)